# 타오위안구 (가오슝시)

타오위안구의 위치

타오위안구(한국어: 도원구, 중국어: 桃源區, 병음: Táoyuán Qū)는 중화민국 가오슝시의 구이다. 넓이는 928.98km2이고, 인구는 2015년 8월 기준으로 4,228명이다.

## 지리
타오위안구는 가오슝시 북동부에 위치하고 북쪽은 난터우현 신이향과 동쪽은 타이둥현 하이돤향, 화롄현 줘시향과 서쪽은 나마샤구, 자셴구, 류구이구, 자이현 아리산향과 남쪽은 마오린구와 각각 접하고 현내 최대 면적을 가지며 전국에서도 6위의 면적을 가진 향진이다. 위산산맥 남쪽 기슭에 위치하기 때문에 전역이 산악 지대로 구성되어 있어 평지는 지극히 적다. 그 반면에 위산 국가공원 및 마오린 국가풍경구를 가져 관광 자원이 풍족하다. 향내는 라오눙계(荖濃渓)가 통과해 가오핑 지구의 중요한 수원이 되고 있다. 주민은 원주민인 부눈족이 많고 추족 및 루카이족이 일부 존재하고 있다.

## 역사
타오위안구는 옛날에는 원주민어로 '카르부가'로 불리고 있었다. 일본 통치 시대에는 이 지구의 최대 부락인 '가니(雁爾)사'에 유래한 '가니'로 불렸고 다카오주 기잔군 롯키 분실의 관할로 여겨졌다. 2차 대전 후에는 가오슝현 가니향으로 개편되었고 1956년 10월에 타오위안향으로 개칭되었다.
2010년 12월 25일, 가오슝현과 가오슝시가 합병하며 가오슝시 타오위안구가 되었다.

## 같이 보기
- 가오슝시